# Monako na Mistrzostwach Świata w Lekkoatletyce 2015
Monako na Mistrzostwach Świata w Lekkoatletyce 2015 – reprezentacja Monako podczas Mistrzostw Świata w Pekinie liczyła 1 zawodnika, który nie zdobył medalu.

## Występy reprezentantów Monako
| Konkurencja            | Zawodnik   | Runda 1  | Runda 1 | Półfinał | Półfinał | Finał    | Finał   |
| Konkurencja            | Zawodnik   | Rezultat | Pozycja | Rezultat | Pozycja  | Rezultat | Pozycja |
| ---------------------- | ---------- | -------- | ------- | -------- | -------- | -------- | ------- |
| Bieg na 800 m mężczyzn | Brice Etès | 1:48,52  | 31.     | NQ       | NQ       | NQ       | NQ      |